# Piratería en Canarias

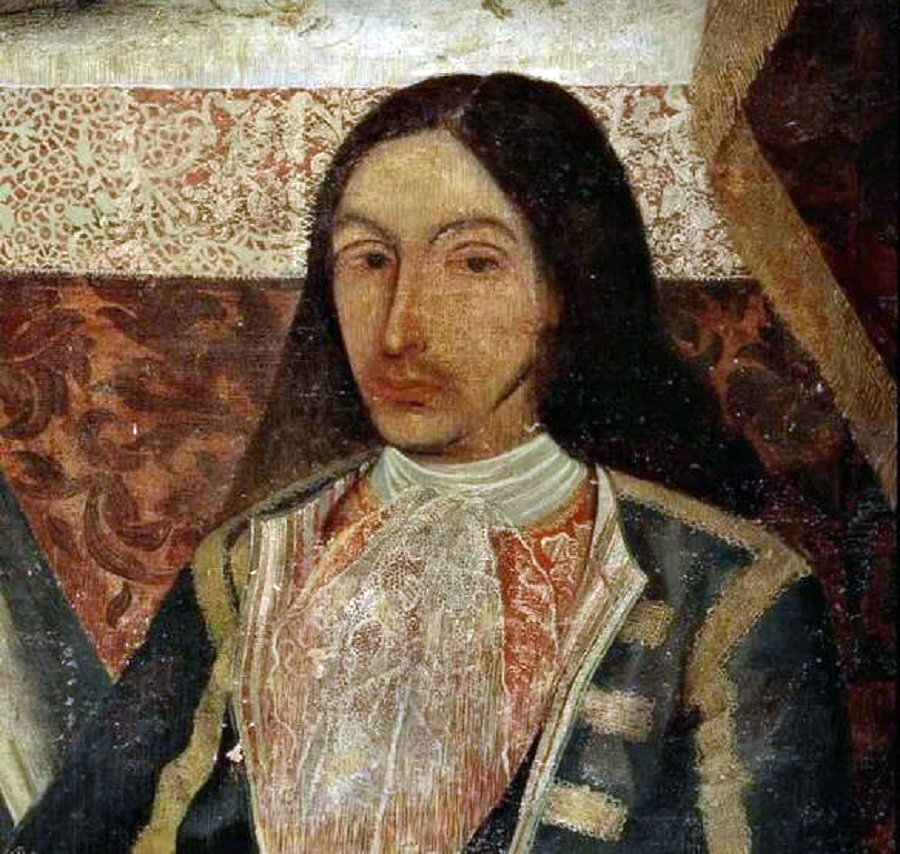
Amaro Pargo, corsario canario nacido en San Cristóbal de La Laguna (Tenerife).

La piratería en las Islas Canarias se desarrolla debido a la situación estratégica del archipiélago canario como puente comercial entre Europa, África y América y encrucijada de rutas marítimas.

## Los inicios de la piratería en Canarias
El auge de la piratería vino asociado al descubrimiento y la posterior explotación de América y a los conflictos entre las grandes potencias. Aunque los piratas, en teoría, estaban fuera del control y del amparo de cualquier nación, éstas se aprovechaban, e incluso llegaban a apoyarlos, siempre que las víctimas fueran sus acérrimos enemigos, por lo que a veces se puede confundir entre un pirata y un corsario. Las islas Canarias y las Azores se convirtieron en lugares estratégicos en las rutas marítimas de Europa, América y Asia (en la ruta hacia el Océano Índico bordeando África). Los preciados tesoros y especies de la nueva tierra descubierta eran un gran botín para los piratas. Como los barcos cargados con estos tesoros americanos recalaban en las islas Canarias o en las islas Azores en su rumbo a Europa, la piratería no tardó en surgir en los mares cercanos a las islas. Esta situación estratégica provocaba también que los barcos que iban a América pasaran por las islas a aprovisionarse de agua y alimentos, y de camino atacasen alguna población costera. 
En Canarias actuaron piratas de todas las nacionalidades, pero principalmente fueron ingleses, franceses, berberiscos y de los Países Bajos.

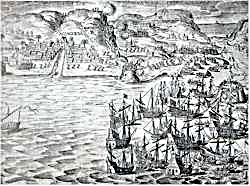
Representación del ataque del almirante neerlandés Pieter van der Does a Las Palmas de Gran Canaria (1599).

Desde los primeros años de conquista se produjeron ataques que lo que pretendían era el saqueo y la captura de indígenas guanches para ser esclavos. Los berberiscos actuaban arrasando los poblados que existían en represalia con las cabalgadas que se hacían en el norte de África. En el siglo XVI, bajo el reinado Carlos I, el territorio llegó a su máxima extensión con los territorios europeos y americanos. Motivados por la rivalidad española con Francia, los primeros piratas que actuaron en las Canarias durante su reinado fueron franceses que no se conformaban con los barcos, sino que también entraban en los pueblos costeros y los arrasaban. La rapiña era habitual en estos primeros piratas. Sin embargo, durante el reinado de su hijo, Felipe II, principalmente tras la muerte de su esposa María Tudor de Inglaterra, los piratas ingleses comenzaron a azotar las costas canarias a consecuencia de la gran rivalidad hispano-inglesa. En los años finales del siglo XVI se sumarían a esta actividad los holandeses.
En el siglo XVII, la piratería en Canarias se intensificó, en gran medida por el debilitamiento del imperio español y a las numerosas guerras con Francia y Flandes. La inseguridad, no solo para navegar por las islas, sino también de la vida de los isleños frente a los ataques piratas, hizo que se creara la figura del capitán general con funciones tanto militares como políticas. Llegó a Canarias una serie de ingenieros para dotar de torres y castillos a las costas canarias con que hacer frente a los ataques de piratas y de otras fuerzas enemigas de los españoles. Entre estas torres defensivas o castillos destacan; los de San Andrés, San Cristóbal, Garachico, San Felipe y el Castillo Negro en Tenerife; En La Palma el Castillo de Santa Catalina; En Gran Canaria los de Gando y San Pedro; En Fuerteventura el Castillo de El Cotillo y el de Caleta de Fuste; y la Torre del Águila, en Lanzarote.
En el siglo XVIII, los ataques ingleses se multiplicaron. Ya no solo con el objeto de obtener tesoros y hacer rapiña, sino también con la intención de invadir y ocupar las islas. Muchos de estos ataques fueron repelidos en las ciudades más importantes, pero en las islas menores estos piratas tuvieron éxito debido a la debilidad defensiva de las poblaciones.
Durante esta época también surgieron corsarios y piratas canarios generalmente vinculados al comercio atlántico con América, los cuales saqueaban las naves británicas, francesas y holandesas que encontraban en aguas canarias y a lo largo de la ruta hacia El Caribe. El más destacado corsario canario fue el tinerfeño Amaro Pargo, a quien el monarca Felipe V de España benefició frecuentemente en sus incursiones comerciales y corsarias: le otorgó una Real orden dada en el Palacio de El Pardo de Madrid en septiembre de 1714 en el que lo nombra capitán de un navío comercial con destino a Caracas. El propio monarca intercedió también en la liberación de Amaro durante su detención por la Casa de Contratación de Cádiz y lo autorizó para construir un navío con destino a Campeche, el cual estaba armado en corso.

## La caída de la piratería en Canarias

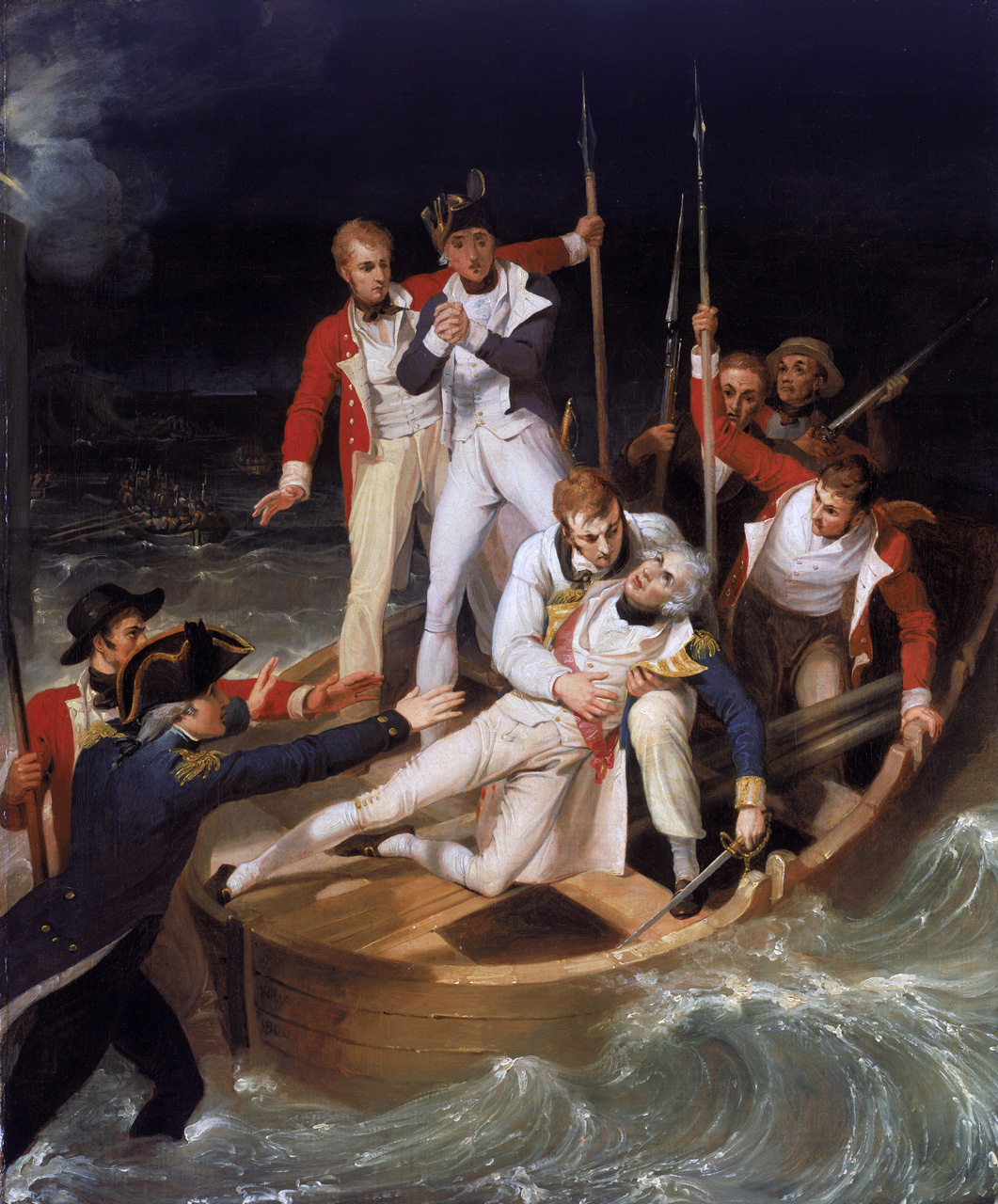
Horacio Nelson herido durante el ataque a Santa Cruz de Tenerife de 1797. Óleo de Richard Westall.

Aparte de una mejor defensa de las Canarias, un hecho memorable para estas tierras fue lo que hizo que la piratería descendiera en las islas de forma sustancial. Este hecho fue el fracasado ataque de Horacio Nelson en 1797 a Santa Cruz de Tenerife. 
La finalidad de muchos de los ataques de piratas ingleses era la de apoderarse de las islas en nombre de Inglaterra más que hacer rapiña. Finalmente se prescindió de piratas o corsarios y un almirante inglés aparece con su flota el 25 de julio de 1797 frente a la costa de Santa Cruz de Tenerife. Al ataque le oponen resistencia las tropas españolas, bajo el mando del general Antonio Gutiérrez de Otero, y un destacamento francés que se encontraba en la isla. En el enfrentamiento Nelson pierde un brazo al ser alcanzado por una bala de cañón, y viéndose desbordado por la imprevista marcha de la batalla, tiene que capitular. Ya en tierra firma una paz, en la que se compromete a no intentar apoderarse de las Canarias.
La mayor defensa de las islas, junto al declive de la piratería, hace que poco a poco las poblaciones y capitales se asentaran en la costa, ganando en importancia y desarrollo respecto a las del interior.
Finalmente, se terminó la piratería en las Canarias.

## Piratas y corsarios que actuaron en Canarias
Canarias sufrió frecuentes saqueos piráticos de diversas potencias enemigas de la Corona española. Entre las que destacan:
- Franceses:
  - Jean Fleury, acompañado por Daniel Blanga (conocido asimismo como Juan Florín) en 1522.
  - François Le Clerc o Pie de palo saqueó e incendió Santa Cruz de La Palma en 1553.
  - Nicolas Durand de Villegagnon atacó a Santa Cruz de La Palma en 1554, pero esta vez fue rechazado el ataque.
  - Jacques de Sores atacó sin éxito a La Palma en 1570,  pero capturó una nao portuguesa asesinando a cuarenta religiosos jesuitas.
  - Jean Capdeville arrasó San Sebastián de La Gomera en 1571.

- Ingleses:
  - John Poole.

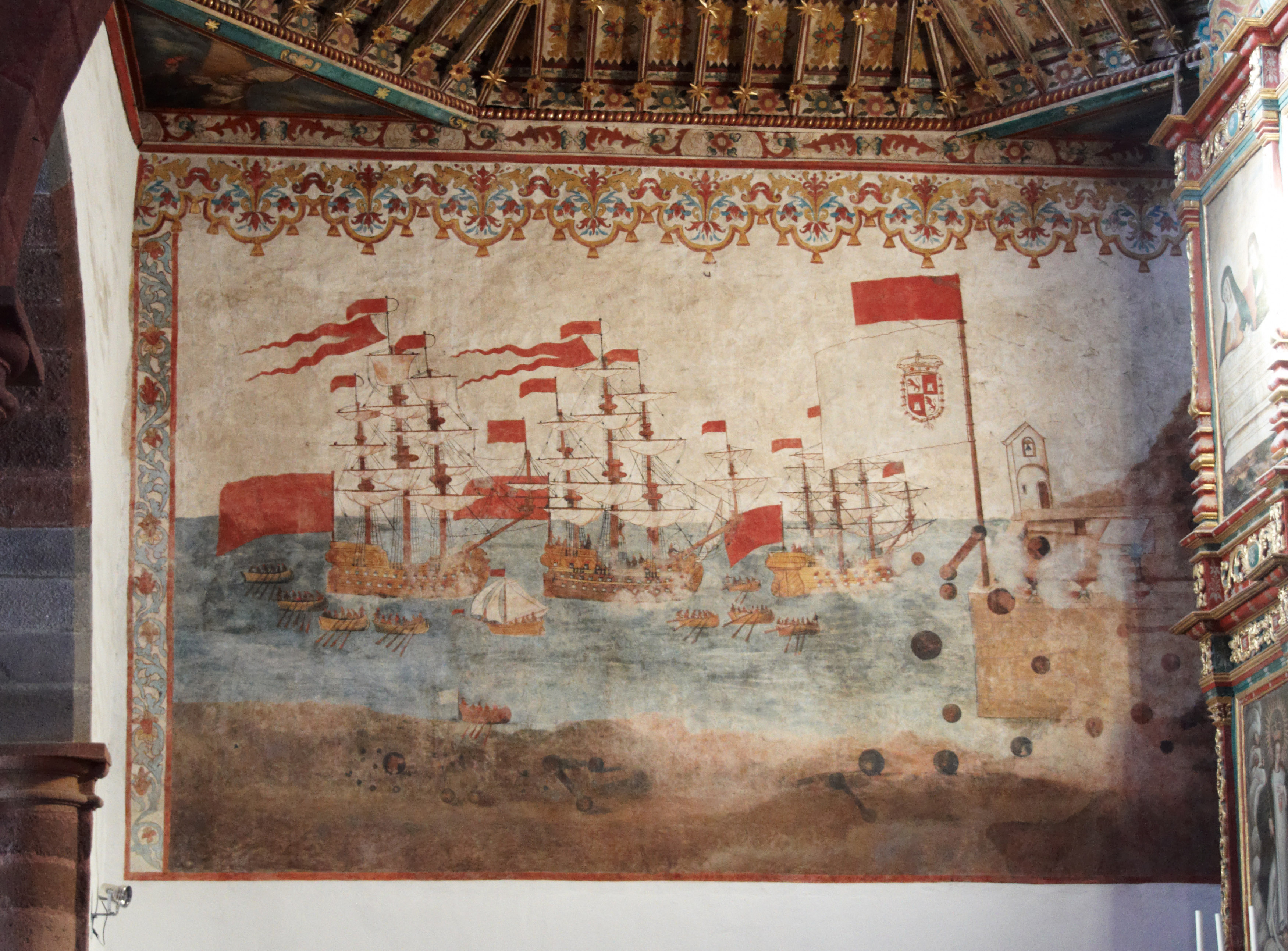
Mural que representa el ataque de Charles Windon a San Sebastián de La Gomera (1743). Iglesia de la Asunción de San Sebastián de La Gomera.

  - Francis Drake fracasó al atacar en 1585 a Santa Cruz de La Palma. Igualmente fracasó en el ataque a Las Palmas de Gran Canaria y quiso resarcirse atacando un poco más al sur de la isla, en Arguineguín, pero fue sorprendido y tuvo que huir con numerosas bajas.
  - John Hawkins (conocido en Canarias como Aquines, por castellanización de su apellido) mantuvo relaciones mercantiles con algunos propietarios de las islas, a pesar de que también atacaba poblaciones junto a Francis Drake.
  - William Harper atacó a Lanzarote y Fuerteventura en 1593.
  - Walter Raleigh hizo ataques a Tenerife y Fuerteventura en 1595, a Arrecife en 1616.
  - George de Cumberland y Berkeley asaltaron Lanzarote.
  - John Jennings atacó a Santa Cruz de Tenerife en 1706, que fue repelido.
  - Woodes Rogers fracasó en el ataque a Santa Cruz de Tenerife en 1708.
  - Charles Windham atacó a San Sebastián de La Gomera en 1743 y La Palma.

- Holandeses:
  - Pieter van der Does no consiguió invadir e incendiar San Sebastián de La Gomera, pero tuvo éxito en el saqueo e incendio de Las Palmas de Gran Canaria en 1599.

- Berberiscos (argelinos, tunecinos, turcos...):
  - Xabán Arraez, en 1593 saqueó Betancuria en Fuerteventura.
  - Dogalí, apodado el Turquillo, ocupó Arrecife (Lanzarote) en 1571, saqueando, incendiando y capturando un gran número de isleños.
  - Morato Arraez atacó a Lanzarote en 1586, llegó hasta Teguise, saqueándola y llevándose muchos cautivos.
  - Tabac Arraez y Solimán saquearon Teguise y también atacaron a San Sebastián de La Gomera en 1618.

## Piratas y corsarios de origen canario

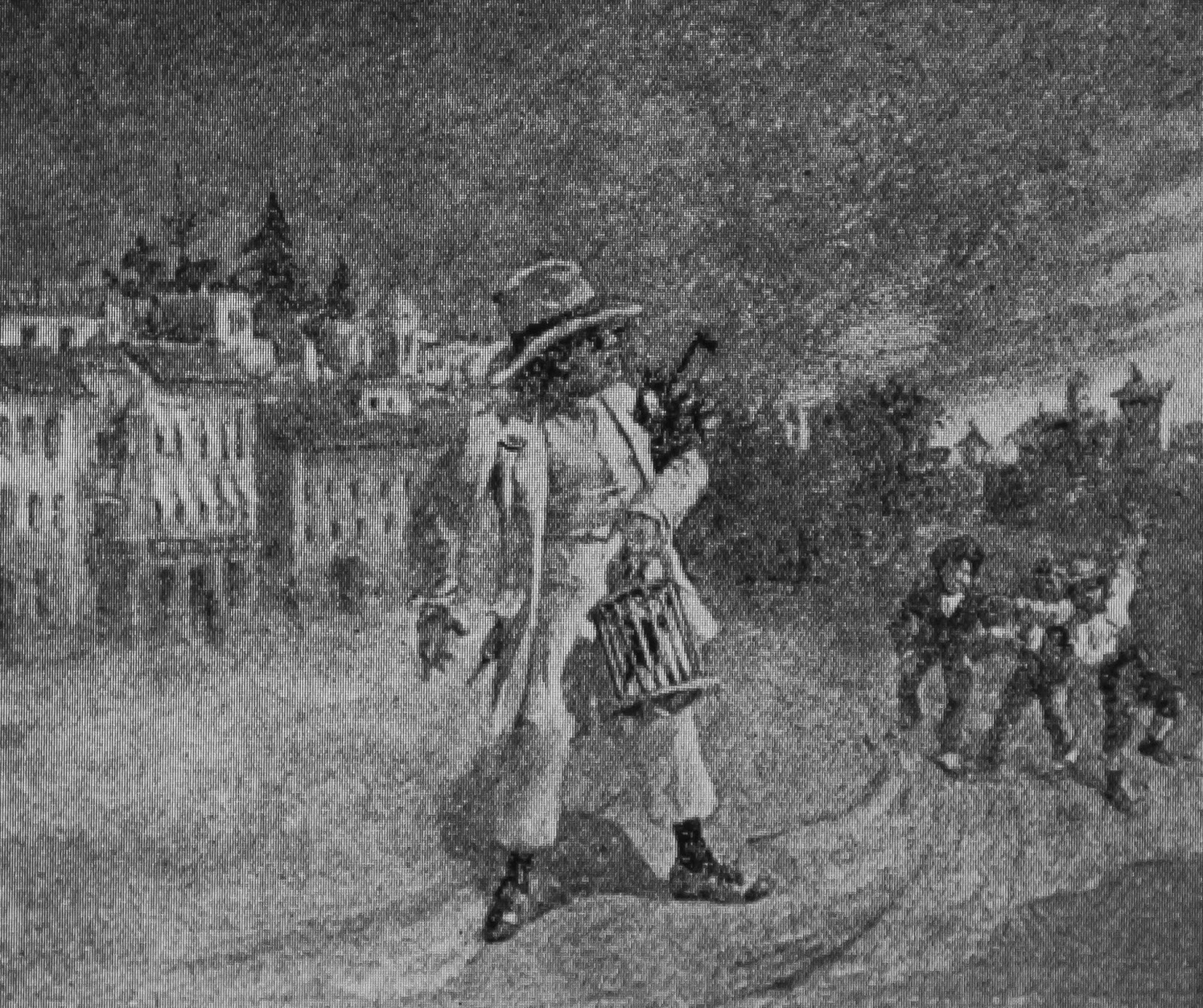
Ilustración del pirata Cabeza de Perro (1897).

Entre los corsarios y piratas nacidos en el archipiélago destacan:
- Amaro Pargo. Nacido en San Cristóbal de La Laguna (Tenerife), su verdadero nombre era Amaro Rodríguez Felipe y Tejera Machado, es el corsario canario más famoso. En su época llegó a tener la misma reputación y popularidad que Barbanegra o Francis Drake.[7]
- Cabeza de Perro. Su verdadero nombre era Ángel García, nació en Igueste de San Andrés (Tenerife). Este pirata fue un gran saqueador de barcos, murió ejecutado en Santa Cruz de Tenerife.[8]
- Simón Romero (siglo XVII). Más conocido como Ali Arraez, nacido en Las Palmas de Gran Canaria. Fue capturado en su juventud mientras pescaba, vendido en Argel y dedicado al corso. Compró su libertad y ascendió hasta Almirante de la Armada Argelina, obteniendo un importante estatus. Famoso por su personalidad dual, ya que, pese a ser un renegado que acosaba las costas canarias (aunque no se limitaba solo a ellas), también ayudaba a los cautivos (principalmente canarios) a alcanzar su libertad o, al menos, a sobrellevar su esclavitud.[9]